# Parque nacional de la Chapada de los Veadeiros
El Parque nacional de la Chapada de los Veadeiros se ubica en la Chapada dos Veadeiros, región Nordeste del estado de Goiás, en Brasil.
Entre las coordenadas geográficas 13º51' a 14°10' de latitud Sur y 47°25' a 47°42' de longitud oeste, cubriendo una superficie de 65.514 ha, está comprendido dentro de una área del Cerrado de altitud que abarca varios municipios, entre ellos, Alto Paraíso de Goiás, Cavalcante y Colinas do Sul.
El parque fue creado, en 1961, por el entonces Presidente de la República, Juscelino Kubitschek, con el nombre de Parque Nacional do Tocantins. Forma parte del conjunto de Parques nacionales de Brasil administrados por el Instituto Chico Mendes para la Conservación de la Biodiversidad.
Fue reconocido como Patrimonio Natural de la Humanidad por la Unesco en diciembre de 2001.
Entre las especies de fauna que habitan el parque, cerca de cincuenta se clasifican como raras, endémicas o bajo riesgo de extinción en el área. En lo que respecta a la flora, ya han sido identificadas 1.476 especies de plantas en el parque, de las 6.429 que existen en el bioma Cerrado. En relación con las aves, de las 312 especies se destacan el ñandú, el cóndor real, y el gavilán. 
El acceso al parque se ubica junto a la aldea de São Jorge, en el municipio de Alto Paraíso de Goiás, a 35 km de distancia desde la ciudad de Alto Paraíso, en carretera parcialmente asfaltada. Ese acceso está permitido sólo con el acompañamiento de guías acreditados, permitiéndose la visita al Salto do Rio Preto y los alrededores.